# Begijnhof (Amsterdam)
Het Begijnhof in Amsterdam is het enige hofje gesticht in het middeleeuwse Amsterdam, gelegen binnen het Singel. Het hof ligt bijna een meter lager dan de rest van de binnenstad, op het middeleeuwse straatniveau. Onduidelijk is wanneer het Begijnhof is gesticht. De begijnen woonden in 1346 nog gezamelijk in een huis. In een document uit dat jaar wordt gesproken van een 'beghynhuys'. Pas in 1389 wordt voor de eerst gesproken van een hof, het wordt genoemd in een privilegebrief. Oorspronkelijk was het Begijnhof geheel omsloten door water (de Nieuwezijds Voorburgwal, het Spui en de Begijnensloot). De achtergevels stonden aan het water. Het poortje bij de Begijnensteeg vormde de enige toegang, er lag daar een brug over de Begijnensloot voordat deze in 1865 werd gedempt. De ingang aan het Spui bestaat pas sinds de 19e eeuw. Het Heilig Hartbeeld op het hofje stamt uit 1920, het is gemaakt door Johannes Petrus Maas.

## Begijnen
Het Begijnhof is geen gewoon hofje, omdat het geen oudedagsvoorziening gesticht door particulieren was. Het was meer een soort klooster, alhoewel de begijnen meer vrijheid hadden dan nonnen in een klooster: de begijnen legden wel een gelofte van kuisheid af maar mochten op elk moment het hof verlaten om te trouwen. Bovendien staan er hoge, specifiek Amsterdamse stadshuizen (het Begijnhof is het enige hofje waarvan de huizen als adres de naam van het hofje zelf hebben), waaruit het min of meer particuliere karakter van het hof in het oog valt. Hier geen aaneengerijde woninkjes, zoals gebruikelijk en kenmerk van de meeste hofjes. Er staan 47 gewone stadshuizen met elk hun individueel aanzien, de meeste met gevels uit de 17e en 18e eeuw, maar de huizen zijn doorgaans ouder: 18 huizen hebben nog een gotisch houtskelet.

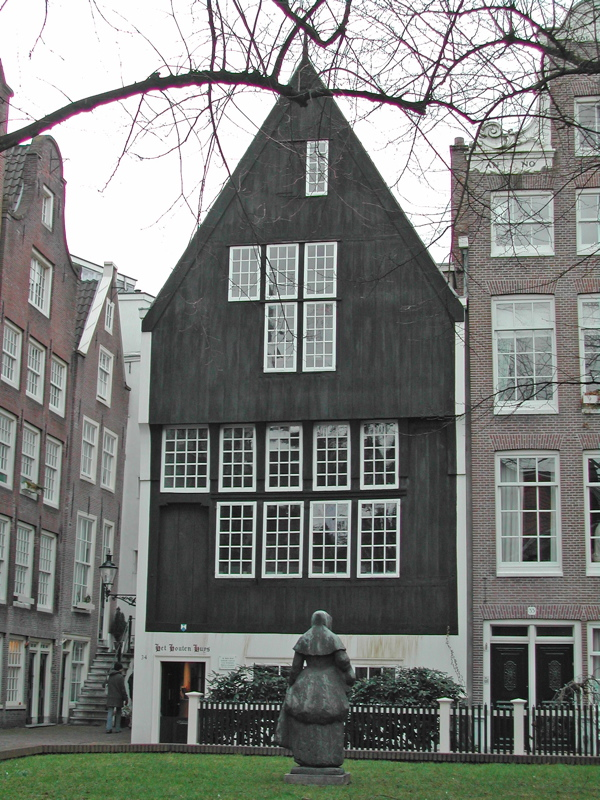
Het Houten Huys, Begijnhof 34

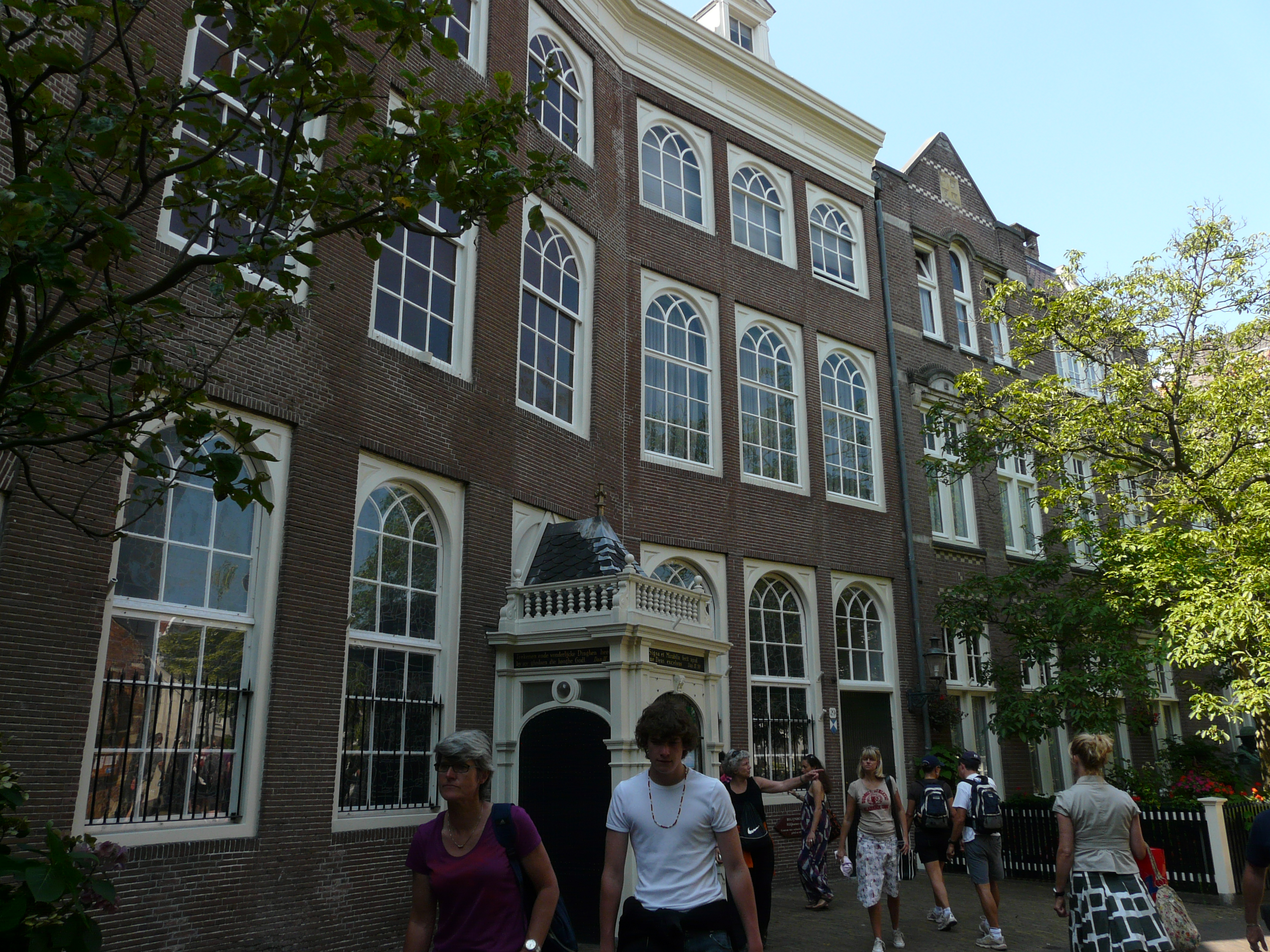
De Begijnhofkapel

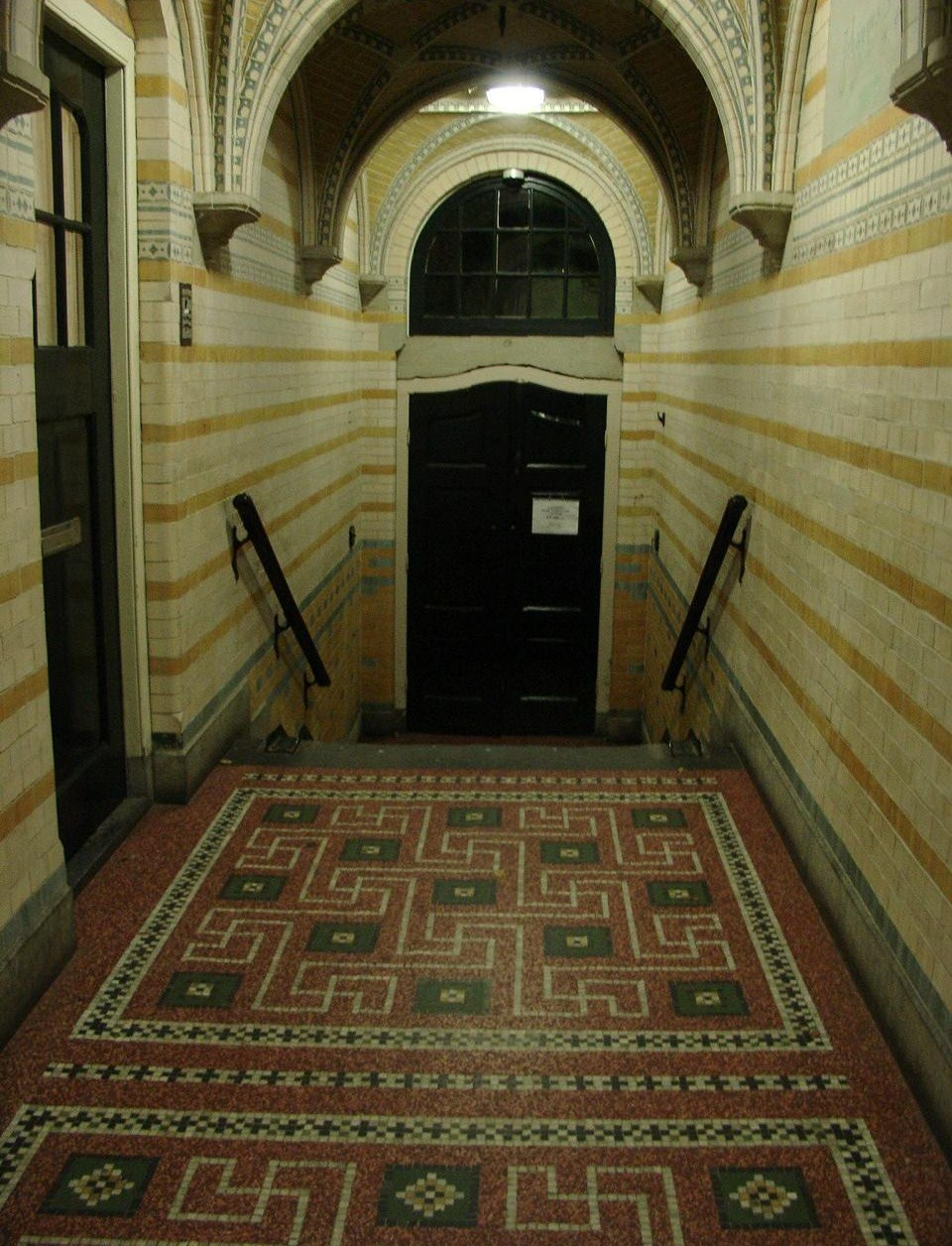
Toegangspoort vanaf het Spui

## Houten Huys
Ruime bekendheid heeft Het Houten Huys, Begijnhof 34. Dit huis uit circa 1528 heeft stenen zijmuren en een houten voor- en achtergevel met een karakteristiek middeleeuwse uitkragende zolderverdieping. Geheel houten huizen zijn er niet meer in het oude centrum van Amsterdam. Het stond lange tijd bekend als het oudste nog bestaande houten huis van Nederland. In 2012 werd in de Warmoesstraat echter een nog ouder huis ontdekt.
Het hof heeft twee bleekvelden met de Begijnhofkapel ertussenin. Het oude, in 1907 gerestaureerde poortje aan de Begijnensloot, dateert uit 1574 en heeft een steen waarop Sint Ursula is afgebeeld, de patrones van de Amsterdamse begijnen. Het poorthuis aan de zijde van het Spui, van ongeveer 1725, maakte in 1907 plaats voor het poortgebouw dat er nu staat, een ontwerp van de architect Anton J. Joling. Het Begijnhof bevat een groot aantal gevelstenen, waarvan de meesten een duidelijk rooms-katholiek karakter hebben.

## Na de Alteratie
Het Begijnhof was de enige katholieke instelling die na de Alteratie van 1578 bleef bestaan; overige katholieke kerken en instellingen werden met geweld gedwongen over te gaan naar het protestantse geloof. De Begijnhofhuizen waren namelijk particulier eigendom van de begijnen zelf. Wel moest de katholieke kapel aan de Engelse presbyterianen (hervormd-protestanten) worden afgestaan, onder dwang van de protestantse overheden. Sindsdien wordt dit kerkje de Engelse kerk genoemd. Tegenover de ingang van de kapel werden in 1671 door de architect Philips Vingboons twee woonhuizen omgebouwd tot rooms-katholieke schuilkerk: de H.H. Joannes en Ursula Kapel (de beschermheiligen van het Begijnhof). Nadat de Kapel ter Heilige Stede in 1908 is afgebroken werd deze kerk officieel de mirakelkerk.
De beroemdste Begijn in de geschiedenis van het Begijnhof is Cornelia Arens, overleden op 14 oktober 1654 (geboortedatum onbekend, datum van professie 6 juli 1621). Haar laatste wil was in de goot begraven te worden in plaats van in de “ontheiligde” kapel. Volgens de legende werd zij toch in de kapel begraven maar lag haar kist de volgende dag in de goot naast de kapel (dit herhaalde zich nog tweemaal). Zij werd toen alsnog in de goot begraven. Volgens een andere variant van de legende kon haar ziel geen rust vinden en zwierf zij ‘s nachts over het hof, waarna zij alsnog in de goot werd begraven.
Op 23 mei 1971 overleed op 84-jarige leeftijd de laatste Begijn, "Zuster Antonia", eigenlijk Agatha Kaptein (geboren op 13 april 1887 te Akersloot), dochter van Arie Kaptein en Elisabeth Swart. Op 26 mei 1971 werd zij begraven in het Zustergraf van de Rooms-katholieke Begraafplaats Sint Barbara te Amsterdam.
Het Begijnhof had tot de renovatie in 1979 140 woningen (waarvan circa 110 eenkamer- en ca. 25 tweekamerwoningen) bewoond door een gelijk aantal bewoonsters. Na de renovatie zijn er alleen nog twee- en driekamerwoningen. Het aantal bewoonsters is sindsdien constant, namelijk 105.
Het Begijnhof is een van de oudste Amsterdamse grachtentuinen die de stad nog rijk is, naast die van de Oude Kerk uit 1280.